# Jonathan Ive
Jonathan Paul "Jony" Ive (Chingford, Londres, 27 de febrero de 1967) es un diseñador inglés que se integró en la compañía Apple en 1992. Fue vicepresidente Senior de Diseño de esta empresa. El 25 de mayo de 2015 fue nombrado Oficial Jefe de Diseño, un cargo de nueva creación que desempeñó oficialmente a partir del 1 de julio del mismo año. 
Estuvo a cargo del Grupo de Diseño Industrial de Apple y también lideró la dirección de equipos de software de la Interfaz Humana de toda la compañía. Ive es el diseñador de muchos de los productos de Apple incluyendo el MacBook Pro, iMac, MacBook Air, Mac mini, iPod, iPod Touch, iPhone, iPad, iPad Mini, Apple Watch e iOS.
El 27 de junio de 2019 anunció que dejaría Apple a finales de año después de veintisiete años para comenzar su propio negocio creativo llamado LoveFrom en 2020.
En 2020 se anunció que Ive, a través de LoveFrom, comenzaría una relación con Airbnb encargándose de toda una nueva generación de productos y servicios para dicha compañía.

## Formación
Primeramente asistió a la Chingford Foundation School y luego pasó a asistir a Walton High School, en Staffordshire. Al finalizar la educación secundaria estudió Diseño Industrial en la Universidad de Northumbria (el Politécnico de Newcastle en el momento).
Después de un corto tiempo en la agencia de diseño de Londres Tangerine, en 1992 se trasladó a los Estados Unidos para seguir su carrera en Apple Inc. Se ganó su puesto de trabajo actual a la vuelta de Steve Jobs en 1997, y desde entonces ha dirigido el equipo de Diseño Industrial responsable de la mayoría de los productos hardware más notables de la compañía.

## Motivos de diseño
Ha habido cuatro fases diferentes en el diseño de productos de Apple durante la colaboración de Jonathan Ive:

### Traslucidez
La primera de estas etapas salió a la luz en 1997 con la eMate, seguida en 1998 por el lanzamiento de la iMac Bondi. Este mismo diseño fue posteriormente aplicado a los primeros modelos de iBook que salieron a la venta en el año de 1999 y también afectó a las Power Mac G3 azul y blanca, incluyendo sus monitores. El diseño se caracterizó por superficies traslúcidas con aspecto de caramelo y un diseño con contornos suaves y redondeados. La carcasa tenía cortes a manera de rejilla lo que permitía dar un vistazo a una parte de los componentes internos de éstos productos. Los cables de suministro de electricidad también estaban cubiertos por una película plástica traslúcida.
Su aspecto diáfano y los colores de los equipos, al parecer fueron inspirados por los dulces de gomita (Mx) o gominolas (Es) y el mismo Jonathan comentó haber visitado plantas productoras de dulces con el afán de replicar el aspecto de éstos en sus diseños. Ive y su equipo se dieron a la tarea de rediseñar ciertos procesos de fabricación de materiales para lograr el aspecto deseado de éstas novedosas computadoras de escritorio.

### Colores
El color de caramelo en el modelo de iMac primero se llama "Bondi Blue", una referencia al color del agua en la playa Bondi de Sídney.
El iMac "Bondi Blue" fue reemplazado con cinco colores de frutas en enero de 1999, "Blueberry" (de un azul brillante), "uva" (violeta), "Tangerine" (Mandarina), "Cal" (verde), y "Strawberry" (rosa roja). Dos de ellos, "Mandarina" y "Blueberry", se convirtió en el primer color que para el iBook. Blueberry fue también el color del azul y blanco Power Mac G3 y sus pantallas. Estos colores dulces anunciaba una tendencia en los bienes de consumo donde todo, desde la radio-reloj a cocineros de hamburguesas lucía brillantes cajas de plástico transparente.
A finales de 1999, los colores de frutas del iMac se unieron a un esquema de color más tranquilo llamado "Grafito", en la que los elementos de colores fueron sustituidos por un gris ahumado y algunos de los elementos en blanco se hace transparente. El grafito era el color de los modelos iMac Special Edition, y el primer Power Mac G4. Luego vino "Ruby" (rojo oscuro), "Sage" (verde bosque), "Indigo" (azul oscuro) y "Snow" (lechosa) en 2000. Los colores de la iBook 'también se actualizaron: Blueberry fue reemplazado con el Indigo, Mandarina fue sustituido por Key Lime (un ojo-que hace estallar de neón verde), y de grafito se añadió a la gama alta.
En 2001, dos combinaciones de colores nuevas: "Flower Power" y "Blue Dalmatian". "Flower Power" fue blanco con flores, y "Blue Dalmatian" era un azul similar a la original "Bondi Blue", pero con manchas blancas. La "nieve" esquema de colores también se utilizan en el iBook de segunda generación.

### Minimalismo

La sexta generación del iPod, uno de los diseños de Ive.

En 2001, Apple diseña alejado de la translucidez multicolores y después de dos ramas de nuevo diseño. El motivo profesional apareció con el PowerBook G4, y su principal metal de calidad industrial: titanio primero, y luego de aluminio. El diseño minimalista del consumidor debutó con el iBook G3, y su principal color blanco brillante y acabados opacos. Ambas líneas acabó con formas suaves, abultada y se dirigió hacia racionalizado, ortogonales, formas minimalistas. Los diseños parecen haber sido fuertemente influenciado por el diseñador industrial alemán Dieter Rams, con un claro ejemplo es la aplicación de la calculadora iPhone, que parece haber sido influenciado directamente por la calculadora Dieter Rams 1978 Braun Control ET44.
El iPod continúa el aspecto de la línea de los consumidores, con un opaco, frente blanca. El éxito y la gran abrazo de iPod de Apple parece haber tenido un efecto sobre Ive y su equipo de diseño, y algunas señalaron la similitud del diseño del iPod con la posterior del iMac G5 y Mac mini diseños. Apple incluso promovido la liberación de los iMac G5 como viene "de los creadores de iPod", y, en las fotografías adjuntas de promoción, ambos productos se muestran uno junto al otro en el perfil, poniendo de relieve las similitudes en su diseño. Recientemente el Airport Extreme, Apple TV, iPhone y los diseños han seguido esta tendencia hacia un estilo simple rectángulo redondeado a través de líneas de productos.

### Aluminio oscuro

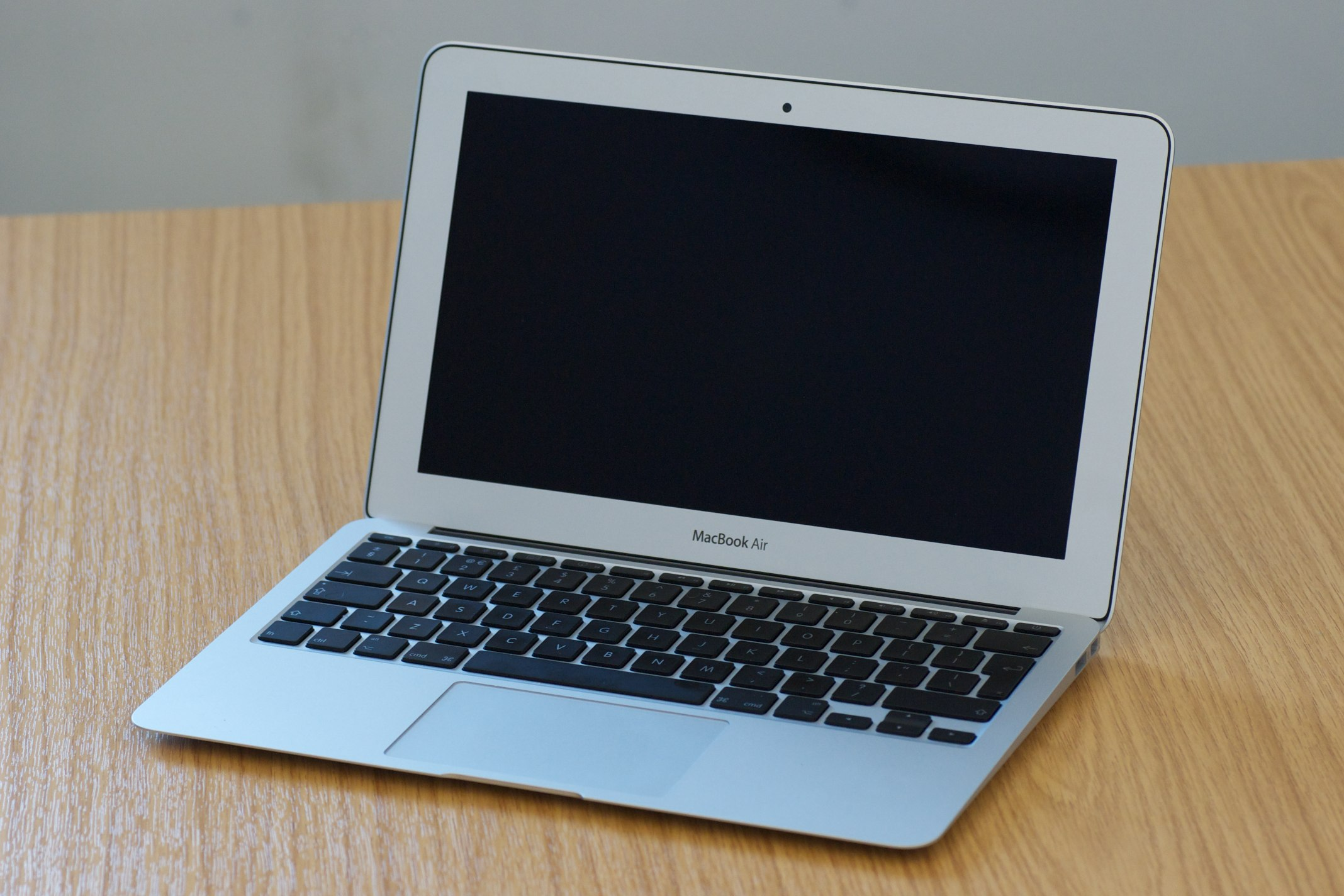
MacBook Air.

Los diseños más recientes se alejan de plástico blanco, sustituyéndolos con el vidrio y el aluminio. Esta fase de diseño de Apple mostró su lucha por el minimalismo extremo: "de aluminio unibody". Sus productos poseen más limpieza, suavidad y bordes más afilados que sus predecesores, y eliminando todo lo que "no tiene por qué estar allí", creando una superficie extremadamente limpia. El iPhone de primera generación debutó este nuevo estilo, mostrando un aluminio más oscuro en la espalda y vidrio al frente. El diseño fue entonces trasladado a la línea del iMac, que ahora consiste principalmente en la cara de aluminio, a excepción de un borde negro alrededor de la pantalla. El iPod classic trajo este motivo a la línea de iPod, y ofreciendo un rostro más oscuro, de aluminio. El Macbook Air combina el estilo de aluminio de la línea del MacBook Pro con el modelo nuevo estilo a través de su teclado y pantalla brillante. El 14 de octubre de 2008 Apple lanzó un nuevo diseño del MacBook Pro de acuerdo con este nuevo estilo. Al igual que el MacBook Air anterior, el chasis del nuevo MacBook Pro está elaborado de una sola pieza de aluminio. Esta "construcción unibody" está destinada a reducir el tamaño del chasis y el número de piezas de requeridas, mejorando la rigidez del chasis.

## Reconocimiento
El iPod de quinta generación es uno de los diseños industriales de Apple más reconocidos.
Los críticos consideran que el trabajo de Ive debería de estar entre los mejores en diseño industrial, y los productos creados junto a su equipo le han hecho ganar premios, como el América Design Excellence Award.
Ive ha sido el ganador del premio al diseñador inaugural del museo del diseño en el año en 2002 y en 2003. En 2004, fue miembro del jurado para el premio.
The Sunday Times nombró a Ive como uno de los extranjeros más influyentes de Gran Bretaña el 27 de noviembre de 2005: 

"Ive no puede ser el más rico o el más importante que figura en la lista, pero ha sido sin duda uno de los más influyentes ... El hombre que diseñó el iPod y muchos de los productos más emblemáticos de Apple ha revolucionado la música y la industria electrónica. "

Ive era el número tres en una lista de 25.
Ive también figura en la lista de 2006 de Año Nuevo con honores, siendo nombrado en dicho año caballero comendador de la Orden del Imperio Británico por sus servicios a la industria del diseño. La Reina Elizabeth II dijo ser propietaria de un iPod en junio de 2005.
En una encuesta reciente de Macworld figura la contratación de Ive por Apple en 1992 como el evento más importante celebrado en la historia de la empresa, mientras que en MacUser (una filial de Macworld), el escritor Dan Moren sugirió recientemente que: 

"cuando llegue el momento de la dimisión de Steve Jobs como presidente ejecutivo de Apple, Ive sería un excelente candidato para el puesto

 y justifica la declaración diciendo que 

"encarna aquello por lo que quizás Apple es más famoso: el diseño."

El 18 de julio de 2007, Ive 2007 recibió el Premio Nacional de Diseño en la categoría de diseño de producto para su trabajo en el iPhone.
El Daily Telegraph lo calificó como el británico más influyente en Estados Unidos el 11 de enero de 2008.
En julio de 2008, Ive fue galardonado con el premio MDA del logro personal, por el diseño del iPhone.
En mayo de 2009, Ive recibió un doctorado honorario de la Escuela de Diseño de Rhode Island.
Fue nombrado doctor honoris causa por la Universidad de Oxford en 2016.

## Vida personal
Jonathan Ive nació en Chingford, Londres. Fue criado por su padre y tiene una hermana llamada Susane. Ive está casado con Heather Pegg, con quien tiene un hijo y una hija. La familia vive en el área de Twin Peaks de San Francisco.
Es exalumno de la Universidad de Northumbria después de haber estudiado Diseño Industrial, se le otorgó un título honorario de la Universidad en 2000.

## Documental
Objectified es un documental que habla sobre la compleja relación entre los objetos manufacturados y las personas que los diseñan. En este se muestra la creatividad existente detrás de todo trabajo (partiendo desde un simple cepillo de dientes hasta los gadgets de alta tecnología), mostrando a los diseñadores que constantemente examinan, vuelven a evaluar y reinventan nuestro entorno manufacturado en forma diaria.
Por medio de una serie de conversaciones a fondo, la película documenta los procesos creativos de algunos de los diseñadores más influyentes del mundo, analizando cómo su trabajo nos impacta en nuestras vidas diarias. Uno de los diseñadores entrevistados es Jonathan Ive, quien nos explica su visión de la importancia que tiene el diseño industrial para Apple.
El documental (que forma parte de una trilogía), fue presentado en marzo del 2009 y presentado en diversas salas de cine y festivales alrededor del mundo.